# Рамсі Льюїс
Ра́мсі Лью́їс (англ. Ramsey Lewis), повне ім'я Ра́мсі Еммануе́ль Лью́їс, мол. (англ. Ramsey Emmanuel Lewis Jr.; 27 травня 1935, Чикаго, Іллінойс — 12 вересня 2022, там само) — американський джазовий піаніст. Лауреат премії «Греммі» (1965, 1966, 1973).

## Біографія
Народився 27 травня 1935 року в Чикаго, штат Іллінойс. У віці 6 років брав уроки гри на фортепіано. З 1947 по 1954 роки навчався в Чиказькому музичному коледжі, в 1953—54 роках в Іллінойському університеті і в 1954—55 в Університеті Де Поля. У віці 15 років приєднався до джазового комбор під назвою the Cleffs, яке виступало на вечірках.
У 1956 році створив власне тріо з колишніми колегами по the CLeffs з басистом Елді Янгом і ударником Айзеком «Ред» Голтом. Тріо отримало контракт від чиказького лейлблу Chess Records, на дочірньому Argo вийшов дебютний альбом Ramsey Lewis and his Gentle-men of Swing у 1956 році. Активно записувався з тріо та оркестрами починаючи з 1958 року; також працював з Сонні Стіттом, Кларком Террі, Максом Роучем та іншими. У 1959 році виступив на джазовому фестивалі Рендаллс Айленд. У 1960 році записувався з Лорес Александрією на лейблі Cadet.
Влітку 1965 року тріо випустило національний хіт, інструментальну композицію «The In Crowd», яка посіла 5-е місце в чарті Hot 100, та була удостоєна премії «Греммі» в категорії «Найкраще джазове виконання». Композиція Hold It Right There 1966 року також отримала Греммі, цього разу в категорії «Найкраще ритм-енд-блюзове виконання». У 1966 році Янг і Голт залишили тріо Льюїса, створивши власний гурт, «Young-Holt Unlimited», і піаніст найняв нову ритм-секцію, Клівленда Ітона на контрабасі і Моріса Вайта на ударних.
У 1970 році Вайт залишив тріо, утворивши власний гурт; його замінив інший перкусіоніст Морріс Дженнінгс. Льюїс продовжував на Chess до 1972 року, потім перейшов на Columbia Records, а його музика отримала більше сучасного груву, гурт Вайта, «Earth, Wind & Fire» (який також записувався на Columbia), був досить успішним в ритм-енд-блюзових чартах. Вайт спродюсував альбом Льюїса 1974 року, Sun Goddess, на якому він вперше експериментував з електричними клавішними, а декілька учасників гурту EWF взяли участь у сесії; альбом став хітом, що дозволило Льюїсу зайняти сильну позицію на сцені смуз-джазу/джаз-фьюжн. У 1970-х записував переважно ритм-енд-блюзовий матеріл, однак також повертався до традиційного джазу та латиноамериканського стилю. У 1983 році знову записувався з Елді Янгом і Редом Голтом для альбому Reunion; у 1984 році співпрацював з Ненсі Вілсон, випустивши альбом The Two of Us.
У 1988 році записувався з Лондонським філармонічним оркестром для альбому A Classic Encounter. У 1989 році записувався дуетом з Біллі Тейлором для альбому We Meet Again. Починаючи з 1990 року вів передачу «Звук і стиль», щотижневе джазове телевізійне шоу на телеканалі BET.

## Дискографія
- Ramsey Lewis and his Gentle-men of Swing (Argo, 1956)
- Ramsey Lewis and his Gentle-men of Jazz (Argo, 1957)
- A Tribute to Clifford Brown (Argo, 1958) з Лемом Вінчестером
- Down to Earth (EmArcy, 1959)
- An Hour with the Ramsey Lewis Trio (Argo, 1960)
- Stretching Out (Argo, 1960)
- In Chicago (Argo, 1960)
- More Music from the Soil (Argo, 1961)
- Never on Sunday (Argo, 1961)
- Sound of Christmas (Argo, 1961)
- The Sound of Spring (Argo, 1962)
- Country Meets the Blues (Argo, 1962)
- Bossa Nova (Argo, 1963)
- Pot Luck (Argo, 1963)
- Barefoot Sunday Blues (Argo, 1963)
- Bach to the Blues (Argo, 1964)
- The Ramsey Lewis Trio at the Bohemian Caverns (Argo, 1964)
- More Sounds of Christmas (Argo, 1964)
- You Better Believe Me (Argo, 1965)
- The In Crowd (Argo, 1965)
- Hang On Ramsey! (Cadet, 1965)
- The Movie Album (Cadet, 1966)